# Lindetal
Lindetal ist eine Gemeinde im Landkreis Mecklenburgische Seenplatte in Mecklenburg-Vorpommern. Sie wird vom Amt Stargarder Land mit Sitz in der Stadt Burg Stargard verwaltet.

## Geografie
Lindetal liegt etwa 13 Kilometer südöstlich von Neubrandenburg und vier Kilometer östlich vom Amtssitz Burg Stargard. Die Gemeinde liegt an einem Endmoränenzug, dessen Höhen teilweise über 100 m ü. NN reichen. Namensgebend für die Gemeinde ist die durch den Westen der Gemarkung fließende Linde.
Umgeben wird Lindetal von den Nachbargemeinden Pragsdorf und Cölpin im Norden, Neetzka im Nordosten, Woldegk im Osten und Südosten sowie Burg Stargard im Südwesten und Westen.

## Gemeindegliederung
- Alt Käbelich
- Ballin
- Dewitz
- Leppin
- Marienhof
- Plath
- Rosenhagen

## Geschichte
Die Gemeinde Lindetal entstand am 1. Januar 2002 aus den bis dahin selbständigen Gemeinden Ballin, Dewitz und Leppin. Ihr ursprünglicher Name Lindental wurde mit Wirkung vom 1. April 2002 in Lindetal geändert.

## Dienstsiegel
Die Gemeinde verfügt über kein amtlich genehmigtes Hoheitszeichen, weder Wappen noch Flagge. Als Dienstsiegel wird das kleine Landessiegel mit dem Wappenbild des Landesteils Mecklenburg geführt. Es zeigt einen hersehenden Stierkopf mit abgerissenem Halsfell und Krone und der Umschrift „GEMEINDE LINDETAL • LANDKREIS MECKLENBURGISCHE SEENPLATTE •“.

## Sehenswürdigkeiten
- Kirche im Ortsteil Ballin

## Wirtschaft und Infrastruktur

### Verkehrsanbindung
Die B 96 verläuft westlich, die B 104 nördlich und die B 198 östlich der Gemeinde.

### Freiwillige Feuerwehr
Mit dem Gemeindezusammenschluss im Januar 2002 sind die damals bestehenden Freiwilligen Feuerwehren in den Gemeinden Dewitz und Ballin zur Feuerwehr Lindetal zusammengeführt worden. Im Januar 2007 wurde die Freiwillige Feuerwehr in der Gemeinde Cölpin aufgelöst und gehört seither zur Freiwilligen Feuerwehr Lindetal.

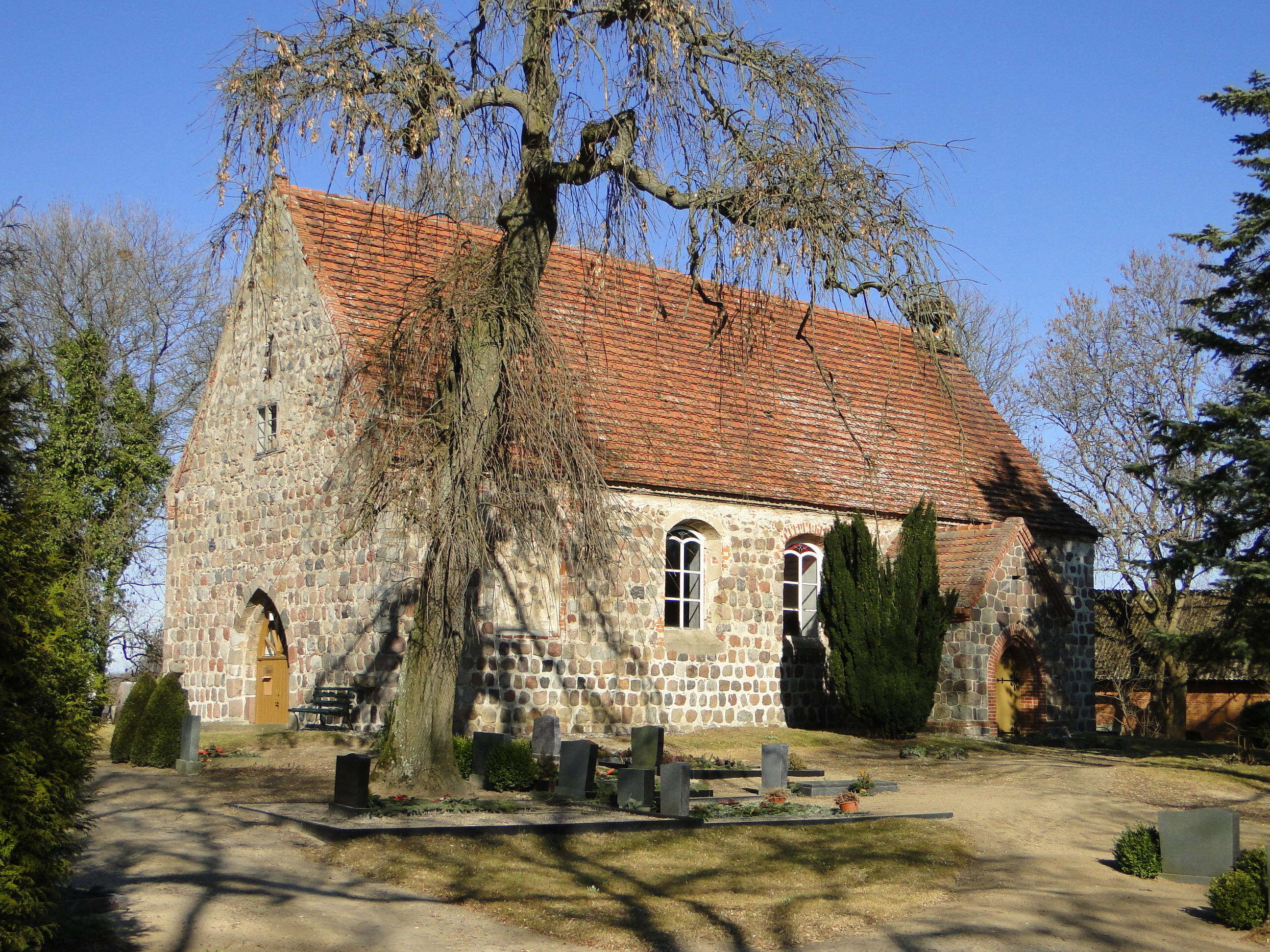
Kirche im Ortsteil Ballin